# Jean Stablinski
Jean Stablinski (Thun-Saint-Amand, 21 maggio 1932 – Lilla, 22 luglio 2007) è stato un ciclista su strada francese di origini polacche, naturalizzato francese nel 1948.
Professionista dal 1953 al 1968, vinse la Vuelta a España nel 1958, il Campionato del mondo nel 1962, la Parigi-Bruxelles nel 1963 e l'Amstel Gold Race nel 1966.

## Carriera

### Gli esordi
Da dilettante ottenne discreti risultati, come il terzo posto alla Corsa della Pace con due vittorie di tappa nel 1952.  Sempre nel 1952, vinse due tappe al Giro del Belgio riservato agli indipendenti, piazzandosi terzo nella classifica generale e primo in quella degli scalatori. Nel 1953 si aggiudicò alcune corse minori in Francia e il Campionato nazionale per militari.

### Professionismo
Passò professionista nel 1953 con la squadra francese Gitane, dove restò fino al 1955. In seguito corse sempre con squadre francesi: la Essour dal 1956 al 1958, la Helyett dal 1959 al 1961, la Saint Raphael dal 1962 al 1964, la Ford France nel 1965 e 1966, la Bic nel 1967 e nel 1968; chiuse la carriera alla Mercier dopo sedici anni di gare. Indossò la maglia della Nazionale francese tra il 1954 e il 1968.
Nel 1954 vinse la Parigi-Bourges, il suo primo successo da professionista.
Nella sua lunga carriera riuscì ad imporsi sia nelle prove in linea che nelle gare a tappe, centrando una cinquantina di vittorie. Conquistò anche una sessantina di circuiti.
Si laureò Campione del mondo a Salò nel 1962, vincendo la gara con più di un minuto di vantaggio sugli inseguitori. Vinse anche quattro volte il Campionato francese, nel 1960 e consecutivamente dal 1962 al 1964. Ebbe successi in classiche prestigiose, come la Parigi-Bruxelles nel 1963 e l'Amstel Gold Race nel 1966.
Vinse anche tappe in tutti tre i grandi giri: due al Giro d'Italia, cinque al Tour de France e tre alla Vuelta a España, dove nel 1958 conquistò anche la classifica generale, battendo l'italiano Pasquale Fornara.

### Dopo il ritiro
Dal 1969 al 1974 fu direttore sportivo della Sonolor.

## Palmarès
- 1954 (Gitane-Hutchinson, una vittoria)

Parigi-Bourges
- 1955 (Gitane-Hutchinson, una vittoria)

Parigi-Valenciennes
- 1956 (Essor-Leroux, tre vittorie)

1ª tappa Tour des Provinces du Sud-Est
7ª tappa, 1ª semitappa Tour des Provinces du Sud-Est
Classifica generale Tour des Provinces du Sud-Est
- 1957 (Essor-Leroux, quattro vittorie)

3ª tappa Tour des Provinces du Sud-Est
Classifica generale Tour de l'Oise
12ª tappaTour de France (Cannes > Marsiglia)
Grand Prix de Fourmies
- 1958 (Essor-Leroux, due vittorie)

8ª tappa Vuelta a España (Cuenca > Toledo)
Classifica generale Vuelta a España
- 1960 (Helyett, cinque vittorie)

Genova-Nice
1ª tappa 4 Jours de Dunkerque (Dunkerque > Dunkerque)
13ª tappa Giro d'Italia (Saint-Vincent > Milano)
Campionati francesi, Prova in linea
Prix de la Saint Jean-La Couronne
- 1961 (Helyett, quattro vittorie)

2ª tappa, 1ª semitappa Tour du Var
4ª tappa 4 Jours de Dunkerque
7ª tappa Tour de France (Belfort > Chalon-sur-Saône)
Boucles de Roquevaire
- 1962 (Saint Raphael, sei vittorie)

De Drie Zustersteden
Trois Villes soeurs
Campionati francesi, Prova in linea
14ª tappa Tour de France (Luchon > Carcassonne)
11ª tappa Vuelta a España (Madrid > Valladolid)
Campionati del mondo (Salò)
- 1963 (Saint Raphael, cinque vittorie)

Parigi-Bruxelles
4ª tappa Critérium du Dauphiné Libéré
Campionati francesi, Prova in linea
10ª tappa Vuelta a España (Saragozza > Lérida)
Tour de Haute-Loire
- 1964 (Saint Raphael, tre vittorie)

Campionati francesi, Prova in linea
21ª tappa Tour de France (Clermont-Ferrand > Orléans)
Circuit des Frontiéres-Templeuve
- 1965 (Ford France, sette vittorie)

Rund um den Henninger-Turm
Classifica generale Giro del Belgio
4ª tappa Grand Prix du Midi Libre
Grosser Preis des Kantons Aargau
3ª tappa Parigi-Lussemburgo
Classifica generale Parigi-Lussemburgo
Classifica generale Tour de Picardie
- 1966 (Ford France, tre vittorie)

4ª tappa Giro di Sardegna
Amstel Gold Race
Grand Prix d'Isbergues
- 1967 (Bic, tre vittorie)

1ª tappa 4 Jours de Dunkerque (Dunkerque > Valenciennes)
8ª tappa Giro d'Italia (Reggio Calabria > Cosenza)
19ª tappa Tour de France (Bordeaux > Limoges)
- 1968 (Mercier, una vittoria)

Grand Prix de Denain

### Altri successi
- 1955 (Gitane-Hutchinson)

Hergnies (Criterium)
Aulnoye (Criterium)
Amiens (Criterium)
- 1956 (Essor-Leroux)

Alger (Criterium)
Algiers (Criterium)
Longuenesse (Criterium)
- 1957 (Essor-Leroux)

Amiens (Criterium)
Bavay (Criterium)
Ferrière-la-Grande (Criterium)
Aulnoye (Criterium)
Goegnies (Criterium)
Amiens (Criterium)
Montigny-en-Gohelle (Criterium)
Condé-sur-Escaut (Criterium)
Rousies (Criterium)
- 1958 (Essor-Leroux)

5ª tappa, 1ª semitappa Vuelta a España (Cronosquadre)
Aulnoye (Criterium)
Amiens (Criterium)
Amiens (Criterium)
Thonon-les-Bains (Criterium)
Condé-sur-Escaut (Criterium)
- 1959 (Helyett)

Quillan (Criterium)
Arras (Criterium)
Amiens (Criterium)
- 1960 (Helyett)

Circuit de l'Aulne (Criterium)
Oradour sur Glane (Criterium)
Mauriac (Criterium)
Solesmes (Criterium)
Saint-Jean (Criterium)
Grand Prix d'Orchies (Criterium)
- 1961 (Helyett)

Oradour sur Glane (Criterium)
Saint Claud (Criterium)
Prix de la Libération - Armentières (Criterium)
Aix-les-Bains (Criterium)
- 1962 (Saint Raphael)

Pléaux (Criterium)
Sallanches (Criterium)
Saint-Just-sur-Loire (Criterium)
Ambert (Criterium)
Nantes (Criterium)
- 1963 (Saint Raphael)

Juliénas (Criterium)
Auch (Criterium)
Chaumont (Criterium)
- 1964 (Saint Raphael)

Bol d'or des Monédières-Chaumeil (Criterium)
Arras (Criterium)
- 1965 (Ford France)

Trofeo Baracchi (Cronocoppie con Jacques Anquetil)
Chateau-Chinon (Criterium)
Boulogne sur Mer (Criterium)
Castillon la Bataille (Criterium)
Cambrai (Criterium)
Évreux (Criterium)
Brest (Criterium)
Grand Prix de l'Artense - Champs-sur-Tarentaine (Criterium)
Saint-Aygulf (Criterium)
- 1966 (Ford France)

Mussidan (Criterium)
Circuit du Tro-Ker (Criterium)
Solesmes (Criterium)

## Piazzamenti

### Grandi Giri
- Giro d'Italia

1959: 72º
1960: 59º
1961: 82º
1966: 41º
1967: ritirato
- Tour de France

1954: ritirato (21ª tappa)
1955: 35º
1957: 43º
1958: 68º
1959: fuori tempo (13ª tappa)
1961: 42º
1962: 30º
1963: ritirato (16ª tappa)
1964: 35º
1966: 61º
1967: 81º
1968: squalificato (16ª tappa)
- Vuelta a España

1958: vincitore
1962: 6º
1963: 9º

### Classiche monumento
- Milano-Sanremo

1956: 42º
1957: 11º
1958: 10º
1959: 35º
1961: ritirato
1964: 102º
1965: 13º
1968: 73º
- Giro delle Fiandre

1964: 43º
1965: 5º
1966: 40º
- Parigi-Roubaix

1956: 52º
1957: 68º
1959: 38º
1961: 21º
1963: 19º
1964: 7º
1965: 11º
1966: ritirato
1967: 30º
1968: 24º
- Liegi-Bastogne-Liegi

1955: 20º
1965: 23º
1966: ritirato
- Giro di Lombardia

1962: ritirato
1963: ritirato
1965: 3º
1966: 27º

### Competizioni mondiali
- Campionati del mondo

Karl-Marx-Stadt 1960 - In linea: 14º
Berna 1961 - In linea: 6º
Salò 1962 - In linea: vincitore
Ronse 1963 - In linea: 9º
Sallanches 1964 - In linea: 9º
San Sebastián 1965 - In linea: 10º
Nürburgring 1966 - In linea: 5º
Heerlen 1967 - In linea: 39º

## Riconoscimenti
- Medaglia d'oro dell'Accademia dello Sport nel 1962